# Pascal Zavaro
Pascal Zavaro est un compositeur français né le 3 octobre 1959 à Paris.

## Éléments biographiques
Né dans une famille d’artistes, Pascal Zavaro s'initie à la musique en autodidacte. Après des études au Conservatoire de Paris et une spécialisation en percussions japonaises auprès de Keiko Abe à la Toho Gakuen de Tokyo, il devient un percussionniste de talent. Virtuose du marimba, improvisateur et transcripteur, il interprète de nombreuses pièces solistes et des concertos à travers le monde avant de se consacrer à la composition.
Il a obtenu les premiers prix : 
- de percussion au CNSMD de Paris,
- international d'interprétation en duo à Avignon ;
- d'orchestration au CNR d'Aubervilliers,

et également le Prix Pierre Cardin de Composition Musicale de l'Académie des beaux-arts en 2000. En 2008 Il remporte le Grand Prix Lycéen des Compositeurs.

## Langue de la musique
Dans sa musique la pensée rythmique est prépondérante. Les sources en sont très larges, depuis le rock, Bartók, Stravinsky ou certaines partitions de Steve Reich, aboutissant à une expression très personnelle et novatrice. Fougueuse et dynamique, la musique de Pascal Zavaro sait aussi se faire intensément lyrique.
Ses compositions, majoritairement instrumentales, allient parfois l'électronique aux instruments classiques.

## Pénétration des compositions
Ses œuvres sont fréquemment jouées en Europe, aux États-Unis et au Japon. Elles ont déjà été créées par de nombreux artistes (Daniele Gatti, Kurt Masur, John Eliot Gardiner, Arie Van Beek, Julien Masmondet, John Nelson, Valeriy Sokolov, Trio Wanderer, Khatia Buniatishvili, Henri Demarquette, Elisabeth Glab, Vahan Mardirossian, The Swingle Singers, Hervé Niquet, Dimitri Vassiliakis, Michel Strauss, Alain Rizoul, Fayçal Karoui, Loïc Pierre, Duo Lafitte, Nicolas Prost, Graziella Contratto, Catherine Simonpietri, Julien Leroy, Kotaro Fukuma, Julien Hervé), orchestres (Orchestre National de France, Orchestre Philharmonique de Radio France, Orchestre de chambre de Paris, Seattle Symphony Orchestra, Shanghaï Symphony Orchestra, London Symphony Orchestra, Orchestre de Pau, Orchestre de Picardie, Orchestre des Pays de Savoie, Orchestre philharmonique de Montpellier, Orchestre de l'Aube), ensembles (Scottish Chamber Ensemble, Musique Oblique, Basse-Normandie, Chœur Mikrokosmos, Sequenza 9.3, Ensemble vocal de Lausanne), ou institutions (Rotterdam Chamber Music Society, Festival de Capuchos, Arsenal de Metz, Théâtre du Châtelet, Festival de Prague, Festival de Montpellier-Radio France, Festival Présences, Opéra de Rouen, Festival des Forêts, Auditorium du Louvre, Festival de Shanghaï).
Sa musique est éditée par les Éditions Billaudot, ses disques monographiques par Naïve, Harmonia Mundi, Intégral Classic, Continuo Classics et Claves-Records.

## Œuvres principales[4]

### Musique pour orchestre
- Stratus, pour grand orchestre (1998),
- Push, Concerto pour saxophone et orchestre d'harmonie (2000),
- Alia, pour orchestre (2000),
- Flashes, pour grand orchestre (2003),
- Exulte, pour orchestre (2003),
- Three Studies for a Crucufixion, pour orchestre (2004),
- Insomnia, Concerto pour vibraphone et orchestre à cordes (2005),
- The Meeting, pour grand orchestre (2007),
- Concerto pour violoncelle et orchestre no 1 (2007),
- Danse de Shanghai, pour violon (ou erhu) et orchestre (2007),
- La Traversée, pour 8 voix et orchestre (2008),
- Berceuse, pour harpe et orchestre à cordes (2010),
- Pastorale, Double Concerto pour hautbois, basson et orchestre (2010),
- Danse de Nuit, Concerto pour 2 violons et deux orchestres à cordes (2010),
- La Bataille de San Romano, pour orchestre (2012),
- Into the Wild, Concerto pour violoncelle et orchestre no 2 (2016),
- La Machine de Trurl, pour récitant et orchestre sur un texte de Stanislaw Lem (2015),
- Concerto pour tuba et orchestre (2017),
- Hamelin, Concerto pour clarinette et orchestre (2017),
- Concerto pour violon et orchestre (2020, dédié à et créé par Julia Fischer et l’Orchestre national de France, sous la direction de Cristian Măcelaru, à l’Auditorium de la Maison de la Radio à Paris, le 21 janvier 2021).

### Musique pour orchestre à vents
- Metal Music, pour orchestre à vents et percussions (2006),
- New Metal Music II & III, pour orchestre à vents  et percussions (2013).

### Musique pour ensembles
- Silicon Music, Concerto pour violon électrique et ensemble (1997),
- La Grève, pour clarinette, clarinette basse, percussion, piano et quintette à cordes (musique pour le film homonyme de Sergueï Eisenstein).

### Musique de chambre
- Tag, pour quatuor à cordes,
- Remiix, pour quatuor à cordes
- Trois Danses en sextuor, pour clarinette, piano et quatuor à cordes,
- Densha Otoko, pour trio avec piano.

### Musique de Films
- La Grève de S. Eisenstein (1996),
- C'est rien de Sarah Van den Boom (2000),
- La loi de la jungle de Philippe Lafaix (2003),
- Novecento: Pianist de Sarah Van den Boom (2004),
- Lettre du dernier etage de Olivier Ciechelski (2004),
- Retour à la raison de Man Ray (2006),
- L'ecluse de Olivier Ciechelski (2006),
- Affaires de grandes familles de Samuel Gantier (2008).